# 119 Althaea
119 Althaea (in italiano 119 Altea) è un piccolo e iridescente asteroide della Fascia principale. La sua composizione è probabilmente una miscela di silicati e nichel e ferro allo stato metallico.
Althaea fu scoperto il 3 aprile 1872 da James Craig Watson dal Detroit Observatory dell'università del Michigan (USA) ad Ann Arbor. Fu battezzato così in onore di Altea, nella mitologia greca la madre di Meleagro.
Due occultazioni stellari di Althaea sono state osservate nel 2002, a meno di un mese di distanza l'una dall'altra.